# Norðvesturkjördæmi
Norðvesturkjördæmi (en español, Distrito electoral del Noroeste) es un distrito electoral (kjördæmi) de Islandia.
Es el distrito electoral más pequeño y tiene ocho escaños en el Parlamento.
Se creó cuando los antiguos distritos de Norðurland vestra, Vestfirðir y Vesturland se fusionaron en una sola estructura electoral en el año 2000.
Las primeras elecciones que se llevaron a cabo de acuerdo con la nueva estructura del distrito electoral fueron las elecciones parlamentarias de 2003 .

## Composición
La circunscripción incluye las siguientes unidades administrativas:
- Akraneskaupstaður
- Hvalfjarðarsveit
- Skorradalshreppur
- Borgarbyggð
- Eyja- og Miklaholtshreppur
- Snæfellsbær
- Grundarfjarðarbær
- Helgafellssveit
- Stykkishólmsbær
- Dalabyggð
- Reykhólahreppur
- Vesturbyggð
- Tálknafjarðarhreppur
- Bolungarvíkurkaupstaður
- Ísafjarðarbær
- Súðavíkurhreppur
- Árneshreppur
- Kaldrananeshreppur
- Strandabyggð
- Húnaþing vestra
- Húnabyggð
- Sveitarfélagið Skagaströnd
- Skagabyggð
- Sveitarfélagið Skagafjörður
- Akrahreppur.